# Frank Carlucci
Pour les articles homonymes, voir Carlucci.
Frank Charles Carlucci III, né le 18 octobre 1930 à Scranton (Pennsylvanie) et mort le 3 juin 2018 à McLean (Virginie), est un homme politique et un chef d'entreprise américain.
Membre du Parti républicain, après une carrière dans la diplomatie, il devient directeur adjoint de la CIA de 1978 à 1982 sous la présidence Carter. Lors du second mandat présidentiel de Ronald Reagan, il est nommé conseiller à la sécurité nationale en 1986 puis secrétaire à la Défense de 1987 jusqu'à la fin de la présidence Reagan début 1989. Il est ensuite le président du groupe Carlyle de 1992 à 2003.

## Biographie

### Jeunesse et formation
Carlucci est né à Scranton (Pennsylvanie), il est le fils de Roxann (née Bacon) et de Frank Charles Carlucci, Jr., un courtier en assurance. Son père est de descendance italienne et suisse et son grand-père est originaire de Santomenna en Italie. Il est diplômé du Wyoming Seminary (en) en 1948 et de l'université Princeton en 1952, où il partage sa chambre d'étudiant avec Donald Rumsfeld. Il  sert comme officier dans l'US Navy de 1952 à 1954 puis suit ensuite un MBA à la Harvard Business School de 1954 à 1955.

### Carrière
Il commence  une carrière dans la diplomatie en travaillant pour le département d'État (équivalent du ministère des Affaires étrangères) en 1956. Il devient vice-consul à Johannesbourg en 1958 puis second secrétaire de l'ambassade des États-Unis à Léopoldville, dans ce qui était encore le Congo belge. Il y est soupçonné d'avoir facilité l'accession au pouvoir du général Mobutu et d'être impliqué dans l'assassinat de son rival Patrice Lumumba,. Selon des documents du gouvernement américain rendus publics plus tard, le président Dwight Eisenhower aurait ordonné à la CIA d'assassiner Lumumba. En 2002, lors de la diffusion du film Lumumba sur la chaîne américaine HBO, le nom de Carlucci a été caché à la suite d'une plainte de ses avocats.
Il est également en poste en Tanzanie et au Brésil avant de rejoindre les services de la Maison-Blanche. Ambassadeur à Lisbonne pendant la révolution des Œillets en 1974, il est finalement nommé directeur adjoint de la CIA par Jimmy Carter en 1978.
En 1982, il quitte temporairement le monde politique pour celui des affaires, en particulier dans les domaines de l'armement et de la sécurité.
Il est nommé en 1987 conseiller à la sécurité nationale par le président Reagan lors de son second mandat qui le nomme ensuite  secrétaire à la Défense des États-Unis à la fin 1987 en remplacement de Caspar Weinberger qui, impliqué dans l'affaire Iran-Contra, a démissionné. Il reste en poste jusqu'à la fin de la présidence Reagan en janvier 1989 (Donald Rumsfeld lui succédera sous la présidence de George H. W. Bush).
À l'issue de cette fonction, il est recruté par l'entreprise Carlyle dont il devient le directeur de 1992 à 2003. Il va alors développer le groupe, l'orientant résolument vers des investissements dans des entreprises d'armement et de sécurité américaines.

### Vie personnelle et mort
Frank Carlucci est marié à Billie Jean Anthony de 1954 jusqu'au divorce du couple en 1974, ils ont deux enfants. Il est ensuite marié à Marcia McMillan Myers de 1976 jusqu'à sa mort, le couple a une fille.
Carlucci meurt le 3 juin 2018 à son domicile à McLean (Virginie) à l'âge de 87 ans des complications de la maladie de Parkinson,. Il est inhumé au cimetière national d'Arlington.